# Logon
Logon (tudi Logone) je reka v Kamerunu in Čadu, glavni pritok reke Šari. V sam Logon se zlivajo pritoki iz Srednjeafriške republike, Kameruna in Čada.
Ob Logonu leži tudi mesto Moundou, drugo največje mesto v Čadu. 